# Helmut Bätzner
Helmut Bätzner (* 2. Januar 1928 in Nagold; † 21. Januar 2010 in Karlsruhe) war ein deutscher Architekt und Designer, der in Karlsruhe lebte und wirkte.

## Leben und Wirken

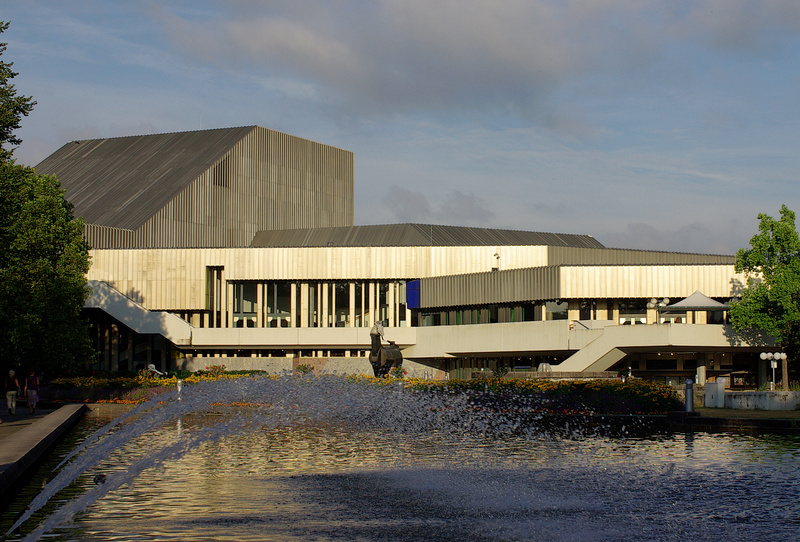
Bätzners Bau für das Badische Staatstheater Karlsruhe

Helmut Bätzner machte zunächst eine Lehre als Tischler. Im Anschluss studierte an der Technischen Hochschule Stuttgart Architektur. Er war Schüler und Büromitarbeiter von Rolf Gutbrod, mit dem er Bauten in Berlin und Köln realisierte. 1962/1963 war Bätzner Stipendiat an der Villa Massimo in Rom. Seit 1964 war er als freier Architekt und Designer tätig; bis 1966 lehrte er als Dozent an der Werkkunstschule Krefeld. 
1964 erhielt Bätzner nach einem Architekturwettbewerb den Auftrag für den Neubau des Badischen Staatstheaters in Karlsruhe. Der Bau begann jedoch erst 1970 und war 1975 vollendet. Ebenfalls aus den 1970er Jahren stammt sein Bau des Gemeindezentrums bei der Pfarrkirche St. Stephan. Gemeinsam mit Karl Heinz Götz errichtete er zwischen 1976 und 1980 Bürogebäude für den Badischen Gemeinde-Versicherungs-Verband und den Badischen Gemeinde-Unfallversicherungs-Verband in Karlsruhe. In Rastatt leitete er Anfang der 1990er-Jahre den Umbau der Fruchthalle zur Kunstgalerie.
Im Zusammenhang mit den Planungen für das Badische Staatstheater entwarf Bätzners Büro 1964–1966 den Bofinger-Stuhl, der als erster serienmäßig produzierter einteiliger Kunststoffstuhl gilt. Er wurde mit der Modellnummer BA 1171 bis 1984 von der Firma Bofinger hergestellt und diente als Vorbild für zahllose andere Plastikstühle. Mehrere internationale Kunstmuseen nahmen ihn in ihre Sammlungen auf.